# 金錢男孩
《金錢男孩》（英語：Moneyboys）是一部2021年台灣、奧地利、法國和比利時合拍的劇情片，由執導兼編劇，柯震東、曾美慧孜、白宇帆和林哲熹主演。講述為了養家餬口而成為性工作者的飛（Fei）意外地遇見以往的摯愛，並為此對自己壓抑的過去感到內疚。2021年7月12日在第74屆坎城影展舉行全球首映，2021年11月19日台灣院線上映。

## 故事概要
性工作者阿飛為了養家餬口而非法打工，但當他意識到家人願意接受他的錢而不是他的工作時，他們的關係出現了重大破裂。透過阿龍的關係，阿飛似乎找到了新的生命，但隨着重遇年輕時的摯愛，開始對自己壓抑的過去感到內疚。

## 演員
- 柯震東 飾演 梁飛[3]
- 曾美慧孜 飾演 露露、梁虹、李玉
- 白宇帆 飾演 梁龍
- 林哲熹 飾演 韓曉來[3]
- 孫啟恆 飾演 陳偉
- 盧彥澤 飾演 項東
- 劉倩妏 飾演 阿蓮
- 陳慕[2] 飾演 郭勇
- 黃鐙輝[2] 飾演 張先生（梁飛與梁龍的客人）
- 林義雄 飾演 梁飛的外公
- 傅雷 飾演 梁桂祥（梁飛的父親）
- 蔡明修[2] 飾演 梁飛的大舅
- 高山峰[2] 飾演 梁飛的三舅
- 沈威年 飾演 張楓
- 于樂誠 飾演 李康
- 劉昌翰 飾演 Spa客人
- 楊志龍 飾演 豹子
- 江家賢 飾演 老客人
- 李英宏 飾演 臥底警察

## 製作
2019年6月，據報導，柯震東已加入同性題材電影《尋找》的演出陣容，其他演員包括林哲熹和曾美慧孜。電影結合法國及奧地利等歐洲國家製作、發行。同時，主要拍攝已在台北秘密展開。電影主要在台灣拍攝。
柯震東被外界認為吸毒爭議影響而淡出演藝界，《尋找》象徵他久違的新作。但他接受《綜藝》採訪時表示：「我從來沒有離開過！我休息了一段時間，但我不知道為什麼人們一直在使用『捲土重來』這個詞。」他單純認為僅是台灣對演員來說市場太小，無法創造機會來主導自己的作品，所以他有一段時間沒有工作，等待新的前景。並補充：「這是形象問題。當我的形象不好時，沒有人來敲門，但過了一段時間，當製片人膽子更大時，他們又來找我了。」電影台灣上映時正式定名為《金錢男孩 MONEYBOYS》。

## 發行
電影於2021年7月12日入圍第74屆坎城影展的「一種注目」競賽單元，舉行全球首映。因柯震東在台灣未接種COVID-19疫苗，無緣登上坎城紅毯。本片由可樂電影公司排定2021年11月19日台灣院線上映。

## 反響
金馬執委會執行長聞天祥稱柯震東的表現為「內斂又富有層次」，媲美《阿飛正傳》（1990年）中的梁朝偉。

## 獲獎與提名
| 類別   | 頒獎日期       | 獎項       | 入圍者／作品 | 結果 | 參考   |
| ------ | -------------- | ---------- | ------------ | ---- | ------ |
| 金馬獎 | 2021年11月27日 | 最佳新導演 |              | 提名 | [ 13 ] |
| 金馬獎 | 2021年11月27日 | 最佳男主角 | 柯震東       | 提名 | [ 13 ] |

## 外部連結
- 互联网电影数据库（IMDb）上《金錢男孩》的资料（英文）
- 豆瓣电影上《金錢男孩》的資料 （简体中文）
- 台灣電影網上《金錢男孩》的資料（繁體中文）